# Chien Yu-hsiu
Chien Yu-hsiu (chinesisch 簡佑修; * 29. Februar 1980) ist ein taiwanischer Badmintonspieler.

## Karriere
Chien Yu-hsiu nahm 2004 im Herreneinzel an Olympia teil. Er verlor dabei gleich seine Auftaktbegegnung und wurde somit 17. in der Endabrechnung. 1998 hatte er bereits die Junioren-Asienmeisterschaft gewonnen. 2002 wurde er bei der Weltmeisterschaft der Studenten Dritter. Im Folgejahr gewann er die US Open.

## Sportliche Erfolge
| Saison | Veranstaltung                     | Disziplin    | Platz | Name          |
| ------ | --------------------------------- | ------------ | ----- | ------------- |
| 1998   | Junioren-Asienmeisterschaft       | Herreneinzel | 1     | Chien Yu-hsiu |
| 2002   | Weltmeisterschaften der Studenten | Herreneinzel | 3     | Chien Yu-hsiu |
| 2003   | US Open                           | Herreneinzel | 1     | Chien Yu-hsiu |
| 2004   | Olympia                           | Herreneinzel | 17    | Chien Yu-hsiu |